# Bhután uralkodóinak listája

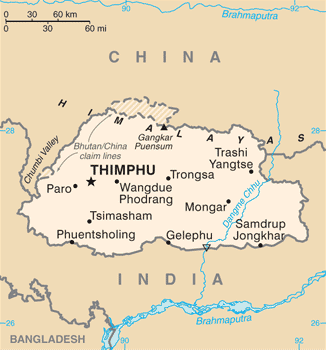
Bhután térképe

Az alábbi lista Bhután uralkodóit tartalmazza.
| Név                         | Uralkodása                               | Megjegyzések |
| --------------------------- | ---------------------------------------- | ------------ |
| Tenzin Drukgye              | ur.: 1650–1655                           |              |
| Tenzin Drukdra              | ur.: 1655–1667                           |              |
| .............               |                                          |              |
| Tenzin Rabgye (*1638)       | ur.: 1680–1694, †1696                    |              |
| Gedun Chomphel              | ur.: 1695, †1701                         |              |
| Ngawang Tshering            | ur.: 1701–1704                           |              |
| Umdze Peljor                | ur.: 1704–1707                           |              |
| Druk Rabgye                 | ur.: 1707–1719                           |              |
| Ngawang Gyamtsho            | ur.: 1719–1729                           |              |
| Mipham Wangpo               | ur.: 1729–1736                           |              |
| Khuwo Peljor                | ur.: 1736–1739                           |              |
| Ngawang Gyaltshen           | ur.: 1739–1744                           |              |
| Sherab Wangchuck            | ur.: 1744–1763                           |              |
| Druk Phuntsho               | ur.: 1763–1765                           |              |
| I. Druk Tendzin             | ur.: 1765–1788                           |              |
| Donam Lhundub               | ur.: 1768–1773                           |              |
| Kunga Rinchen               | ur.: 1773–1776                           |              |
| Jigme Singye                | ur.: 1776–1788, †1789                    |              |
| II. Druk Tendzin            | ur.: 1788–1792                           |              |
| Tashi Namgyal               | ur.: 1792–1799                           |              |
| Druk Namgyal                | ur.: 1799–1803                           |              |
| Tashi Namgyal (2x)          | ur.: 1803–1805                           |              |
| Sangye Tendzin              | ur.: 1805–1806                           |              |
| Umdze Parpop                | ur.: 1806–1808                           |              |
| Bop Choda                   | ur.: 1807–1808                           |              |
| Tsulthrim Drayga (*1790)    | ur.: 1808–1809, †1820                    |              |
| II. Jigme Dragpa            | ur.: 1810–1811                           |              |
| Yeshey Gyaltshen (*1781)    | ur.: 1811–1815, †1830                    |              |
| Tshaphu Dorji               | ur.: 1815                                |              |
| Sonam Drugyal               | ur.: 1815–1819                           |              |
| Tendzin Drugdra             | ur.: 1819–1823                           |              |
| Choki Gyaltshen             | ur.: 1823–1831                           |              |
| Dorji Namgyal               | ur.: 1831–1832                           |              |
| Adap Thrinley               | ur.: 1832–1835                           |              |
| Choki Gyaltshen (2x)        | ur.: 1835–1838                           |              |
| Dorji Norbu                 | ur.: 1838–1847                           |              |
| Tashi Dorji                 | ur.: 1847–1850                           |              |
| Wangchuk Gyalpo             | ur.: 1850                                |              |
| Jigme Norbu                 | ur.: 1850–1852                           |              |
| Chagpa Sangye               | ur.: 1851–1852                           |              |
| Damcho Lhundrup             | ur.: 1852–1856                           |              |
| Kunga Palden                | ur.: 1856–1861                           |              |
| Sherab Tharchin             | ur.: 1856–1861                           |              |
| Phuntsho Namgyal            | ur.: 1861–1864                           |              |
| Tshewang Sithub             | ur.: 1864                                |              |
| Tsulthrim Yonten            | ur.: 1864                                |              |
| Kagyu Wangchuk              | ur.: 1864                                |              |
| Tshewang Sithub (2x)        | ur.: 1864–1866                           |              |
| Tsondru Pekar               | ur.: 1866–1870                           |              |
| Jigme Namgyal (*1825)       | ur.: 1870–1873, †1881                    |              |
| Kitsep Dorji Namgyal        | ur.: 1873–1877                           |              |
| Jigme Namgyal (2x)          | ur.: 1877–1878                           |              |
| Kitsep Dorji Namgyal (2x)   | ur.: 1878–1879                           |              |
| Chogyal Zangpo              | ur.: 1879 márciusa–1880 júniusa          |              |
| Lam Tshewang (*1836)        | ur.: 1881–1883 májusa                    |              |
| Gawa Zangpo                 | ur.: 1883. május 16.–1885. augusztus 23. |              |
| Sangye Dorji                | ur.: 1885–1901                           |              |
| Choley Yeshe Ngodub (*1851) | ur.: 1903–1905, †1917                    |              |

## Legújabb kori uralkodók
| Dinasztia    | Portré | Uralkodó                                                     | Hatalmon volt                  | Eredeti név | Megjegyzések                  |
| ------------ | ------ | ------------------------------------------------------------ | ------------------------------ | ----------- | ----------------------------- |
| Vangcsuk-ház |        | Ugjen Vangcsuk * 1861 † 1926. augusztus 21.                  | 1907 – 1926 XII. 17. VIII. 21. |             |                               |
| Vangcsuk-ház |        | Dzsigme Vangcsuk * 1902 † 1952. március 24.                  | 1926 – 1952 VIII. 21. III. 24. |             | Ugyen Vangcsuk fia.           |
| Vangcsuk-ház | –      | Dzsigme Dordzsi Vangcsuk * 1928. május 2. † 1972. július 24. | 1952 – 1972 X. 27. VII. 24.    |             | Dzsigme Vangcsuk fia.         |
| Vangcsuk-ház |        | Dzsigme Szingye Vangcsuk * 1955. november 11.                | 1972 – 2006 VII. 24. XII. 14.  |             | Dzsigme Dordzsi Vangcsuk fia. |
| Vangcsuk-ház |        | Dzsigme Keszar Namgyal Vangcsuk * 1980. február 21.          | 2006-tól XII. 14.              |             | Dzsigme Szingye Vangcsuk fia. |